# David Haynes
David „Fingers“ Haynes (* um 1974) ist ein amerikanischer Funk- und Fusionmusiker (Schlagzeug), der in Deutschland lebt und auch wegen seines virtuosen Fingerdrummings bekannt wurde.

## Leben und Wirken
Haynes, der aus einer Musikerfamilie stammt und in Columbia, South Carolina, aufwuchs, begann im Alter von sieben Jahren mit dem Trommelspiel. Später erhielt er eine Drum Machine, auf der er sein Fingertrommeln entwickelte. Erst 1992, nach seiner Übersiedlung nach Deutschland, wo einer seiner Brüder als Musiker tätig war, begann er mit dem Schlagzeugspiel und besuchte die Future Music School in Aschaffenburg.
Herbert Jösch lud Haynes 1994 zum Koblenzer Drummers Meeting ein, wo er in einem Lineup mit Dennis Chambers, Will Calhoun und René Creemers auftrat. 1995 folgte seine erste professionelle Tour als Schlagzeuger mit dem Saxophonisten Gary Thomas in den USA. In der Folge spielte er mit Prince, Chaka Khan, Nena, Ayman und Jeanette Biedermann und gehörte ab 2002 dann zu Joy Denalanes Band, bevor er 2005 Mitglied in der Band von Till Brönner wurde.
Weiterhin arbeitete er mit Lee Ritenour, Joe Zawinul  und Stevie Wonder. Mit Chris Thompson, Geoff Whitehorn, Pete York, Raoul Walton, Romi Schickle und Siggi Schwarz bildete er die GoodTimes-All-Star-Band, die 2009 ihr gleichnamiges Album veröffentlichte. Er ist auch auf Alben von Stanley Jordan, Manfred Krug, Frank Nimsgern, Roachford, Sido, Martin Solveig, Jamaaladeen Tacuma, Peter Weniger, Victor Wooten, Zed Mitchell und Zuccero zu hören.